# Alberto Gilardino
Alberto Gilardino (Biella, 5 de juliol de 1982) és un exfutbolista italià que jugà com a davanter al Genoa CFC i a la selecció italiana entre d'altres equips. Posteriorment fa d'entrenador de futbol.

## Carrera

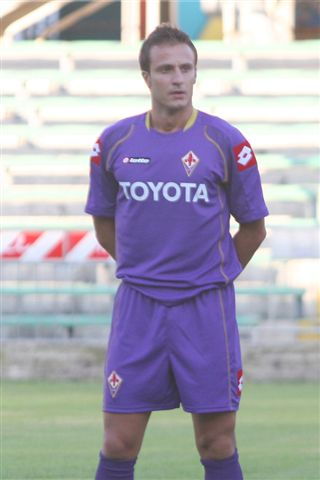
Alberto Gilardino a la Fiore.

Des que va néixer vivia a Cossato, un poble a la província de Biella, va començar a jugar amb la Cossatese, l'equip del seu poble natal. Va ser fitxat pel Piacenza Calcio, on va passar l'etapa juvenil fins a debutar a la Serie A el 6 de gener del 2000 al partit Piacenza-AC Milan.
Aleshores, va ser cedit al Verona, on va disputar dos campionats nacionals de lliga a la Serie A amb un total de 39 partits i 5 gols.
La seva arribada a l'elit del món del futbol, però, va ser l'any 2002, un cop traspassat al Parma FC, amb insistència de l'entrenador Cesare Prandelli, qui sempre va confiar en ell i el va voler al seu equip. Durant la seva primera temporada al Parma, va fer 4 gols a la lliga, 1 a la Coppa Italia; a la següent temporada, va comptabilitzar 3 gols a la UEFA i 23 a la lliga, va acabar segon a la llista dels màxims golejadors de la lliga italiana. A la temporada següent va aconseguir 24 gols (que van significar la salvació per al Parma) i 1 a la UEFA.
Des del 17 de juliol de 2005 és jugador de l'AC Milan, que va ser fitxat per 24 milions d'euros. Amb la samarreta del Milan, durant la temporada 2005/2006 va fer 17 gols i 34 partits a la Serie A i 2 gols i 3 partits a la Coppa Italia, però no va poder fer cap gol als 10 primers partits jugats a la Champions League. El seu primer gol a la Lliga de Campions amb el Milan, va arribar l'1 de novembre de 2006 al partit Milan-RSC Anderlecht (4-1).
El 25 de maig del 2008 es confirmà el seu traspàs a l'ACF Fiorentina, en una operació valorada en 15 milions d'euros i amb una durada de contracte de cinc anys.
El 3 de gener 2012 va ser anunciat oficialment el seu fitxatge pel Genoa CFC. Porta el número 82 i va debutar, el 8 de gener de 2012, en el partit de lliga entre Cagliari i el Genoa CFC, que va acabar 3-0 a per a l'equip local.

### Estadístiques
Actualitzades a 10 de gener de 2012.
| Club             | Temporada | Lliga   | Lliga | Copa    | Copa | Competicions europees¹ | Competicions europees¹ | Altres competicions² | Altres competicions² | Total   | Total |
| Club             | Temporada | Partits | Gols  | Partits | Gols | Partits                | Gols                   | Partits              | Gols                 | Partits | Gols  |
| ---------------- | --------- | ------- | ----- | ------- | ---- | ---------------------- | ---------------------- | -------------------- | -------------------- | ------- | ----- |
| Piacenza Calcio  | 1999-00   | 17      | 3     | -       | -    | -                      | -                      | -                    | -                    | 17      | 3     |
| Piacenza Calcio  | 2000      | -       | -     | 3       | 2    | -                      | -                      | -                    | -                    | 3       | 2     |
| Piacenza Calcio  | Total     | 17      | 3     | 3       | 2    | -                      | -                      | -                    | -                    | 20      | 5     |
| Hellas Verona FC | 2000-01   | 22      | 3     | -       | -    | -                      | -                      | -                    | -                    | 22      | 3     |
| Hellas Verona FC | 2001-02   | 17      | 2     | 2       | 1    | -                      | -                      | -                    | -                    | 19      | 3     |
| Hellas Verona FC | Total     | 39      | 5     | 2       | 1    | -                      | -                      | -                    | -                    | 41      | 6     |
| Parma FC         | 2002-03   | 24      | 4     | 2       | 1    | 2                      | 0                      | -                    | -                    | 26      | 5     |
| Parma FC         | 2003-04   | 34      | 23    | 2       | 0    | 4                      | 3                      | -                    | -                    | 40      | 26    |
| Parma FC         | 2004-05   | 38      | 23    | 1       | 0    | 8                      | 1                      | -                    | -                    | 47      | 24    |
| Parma FC         | Total     | 96      | 50    | 5       | 1    | 14                     | 4                      | -                    | -                    | 115     | 55    |
| AC Milan         | 2005-06   | 34      | 17    | 3       | 2    | 10                     | 0                      | -                    | -                    | 47      | 19    |
| AC Milan         | 2006-07   | 30      | 12    | 4       | 2    | 11                     | 2                      | -                    | -                    | 45      | 16    |
| AC Milan         | 2007-08   | 30      | 7     | 1       | 0    | 8                      | 2                      | 1                    | 0                    | 40      | 9     |
| AC Milan         | Total     | 94      | 36    | 8       | 4    | 29                     | 4                      | 1                    | 0                    | 132     | 44    |
| ACF Fiorentina   | 2008-09   | 35      | 19    | 1       | 0    | 10                     | 5                      | -                    | -                    | 46      | 24    |
| ACF Fiorentina   | 2009-10   | 36      | 15    | 3       | 0    | 9                      | 4                      | -                    | -                    | 48      | 19    |
| ACF Fiorentina   | 2010-11   | 35      | 12    | 1       | 0    | -                      | -                      | -                    | -                    | 36      | 10    |
| ACF Fiorentina   | 2011-12   | 12      | 2     | 1       | 1    | -                      | -                      | -                    | -                    | 13      | 3     |
| ACF Fiorentina   | Total     | 53      | 38    | 6       | 1    | 19                     | 9                      | -                    | -                    | 78      | 48    |
| Genoa CFC        | 2011-12   | 1       | 0     | -       | -    | -                      | -                      | -                    | -                    | 1       | 0     |
| Genoa CFC        | Total     | 1       | 0     | 0       | 0    | 0                      | 0                      | -                    | -                    | 1       | 0     |
| Total            | Total     | 317     | 132   | 24      | 10   | 62                     | 17                     | 1                    | 0                    | 387     | 158   |

¹Les competicions europees inclouen la Lliga de Campions, la Copa de la UEFA i la Supercopa d'Europa.

²Altres competicions inclouen el Mundial de Clubs de la FIFA.

## Internacional
Amb la selecció italiana, va guanyar l'Europeu Sub-21 del 2004, jugant aquell mateix estiu les Olimpíades d'Atenes on Itàlia va aconseguir la medalla de Bronze amb un gol decisiu seu a la final pel tercer lloc. En total, amb les seleccions italianes menors, va jugar 30 partits i va fer 19 gols.
Actualment és un dels habituals de la selecció absoluta, amb la qual va debutar el 4 de setembre de 2004 amb el partit 2-1 contra Noruega. Posteriorment, el 2006, es va proclamar Campió del Món al Mundial del 2006. Amb la selecció absoluta suma 25 partits i 9 gols.

### Estadístiques amb la selecció
| Data       | Ciutat         | Local               | Resultat | Visitant      | Gols | Competició                  |
| 04/09/2004 | Palerm         | Itàlia              | 2 – 1    | Noruega       | -    | Classificació Mundial 2006  |
| 08/09/2004 | Chişinău       | Moldàvia            | 0 – 1    | Itàlia        | -    | Classificació Mundial 2006  |
| 09/10/2004 | Celje          | Eslovènia           | 1 – 0    | Itàlia        | -    | Classificació Mundial 2006  |
| 13/10/2004 | Parma          | Itàlia              | 4 – 3    | Belarús       | 1    | Classificació Mundial 2006  |
| 09/02/2005 | Càller         | Itàlia              | 2 – 0    | Rússia        | 1    | Partit Amistós              |
| 26/03/2005 | Milà           | Itàlia              | 2 – 0    | Escòcia       | -    | Classificació Mundial 2006  |
| 17/08/2005 | Dublín         | República d'Irlanda | 1 – 2    | Itàlia        | 1    | Partit Amistós              |
| 07/09/2005 | Minsk          | Belarús             | 1 – 4    | Itàlia        | -    | Classificació Mundial 2006  |
| 08/10/2005 | Palerm         | Itàlia              | 1 – 0    | Eslovènia     | -    | Classificació Mundial 2006  |
| 12/10/2005 | Lecce          | Itàlia              | 2 – 1    | Moldàvia      | 1    | Classificació Mundial 2006  |
| 12/11/2005 | Amsterdam      | Països Baixos       | 1 – 3    | Itàlia        | 1    | Partit Amistós              |
| 16/11/2005 | Ginebra        | Itàlia              | 1 – 1    | Costa d'Ivori | -    | Partit Amistós              |
| 01/03/2006 | Florència      | Itàlia              | 4 – 1    | Alemanya      | 1    | Partit Amistós              |
| 31/05/2006 | Ginebra        | Suïssa              | 1 – 1    | Itàlia        | 1    | Partit Amistós              |
| 02/06/2006 | Losanna        | Ucraïna             | 0 – 0    | Itàlia        | -    | Partit Amistós              |
| 12/06/2006 | Hannover       | Itàlia              | 2 – 0    | Ghana         | -    | Mundial 2006                |
| 17/06/2006 | Kaiserslautern | Itàlia              | 1 – 1    | Estats Units  | 1    | Mundial 2006                |
| 22/06/2006 | Hamburg        | República Txeca     | 0 – 2    | Itàlia        | -    | Mundial 2006                |
| 26/06/2006 | Kaiserslautern | Itàlia              | 1 – 0    | Austràlia     | -    | Mundial 2006                |
| 04/07/2006 | Dortmund       | Alemanya            | 0 – 2    | Itàlia        | -    | Mundial 2006                |
| 02/09/2006 | Nàpols         | Itàlia              | 1 – 1    | Lituània      | -    | Classificació Eurocopa 2008 |
| 06/09/2006 | París          | França              | 3 – 1    | Itàlia        | 1    | Classificació Eurocopa 2008 |
| 15/11/2006 | Bergamo        | Itàlia              | 1 – 1    | Turquia       | -    | Partit Amistós              |
| 17/10/2007 | Siena          | Itàlia              | 2 – 0    | Sud-àfrica    | -    | Partit Amistós              |
| 21/11/2007 | Mòdena         | Itàlia              | 3 – 1    | Illes Fèroe   | -    | Classificació Eurocopa 2008 |
| 20/08/2008 | Niça           | Itàlia              | 2 – 2    | Àustria       | 1    | Partit Amistós              |
| 06/09/2008 | Larnaca        | Xipre               | 1 – 2    | Itàlia        | -    | Classificació Mundial 2010  |
| 11/10/2008 | Sofia          | Bulgària            | 0 – 0    | Itàlia        | -    | Classificació Mundial 2010  |
| 15/10/2008 | Lecce          | Itàlia              | 2 – 1    | Montenegro    | -    | Classificació Mundial 2010  |
| 19/11/2008 | Atenes         | Grècia              | 1 – 1    | Itàlia        | -    | Partit Amistós              |
| 10/02/2009 | Londres        | Brasil              | 2 – 0    | Itàlia        | -    | Partit Amistós              |
| 10/06/2009 | Pretòria       | Itàlia              | 4 – 3    | Nova Zelanda  | 2    | Partit Amistós              |
| 15/06/2009 | Pretòria       | Estats Units        | 1 – 3    | Itàlia        | -    | Copa Confederacions 09      |
| 21/06/2009 | Pretòria       | Itàlia              | 0 – 3    | Brasil        | -    | Copa Confederacions 09      |
| 12/08/2009 | Basilea        | Suïssa              | 0 – 0    | Itàlia        | -    | Partit Amistós              |
| 09/09/2009 | Torí           | Itàlia              | 2 – 0    | Bulgària      | -    | Classificació Mundial 2010  |
| 10/10/2009 | Dublín         | República d'Irlanda | 2 – 2    | Itàlia        | 1    | Classificació Mundial 2010  |
| 14/10/2009 | Parma          | Itàlia              | 3 – 2    | Xipre         | 3    | Classificació Mundial 2010  |
| 14/11/2009 | Pescara        | Itàlia              | 0 – 0    | Països Baixos | -    | Partit Amistós              |
|            | Total          | Partits             | 39       | Gols          | 16   |                             |

## Palmarès

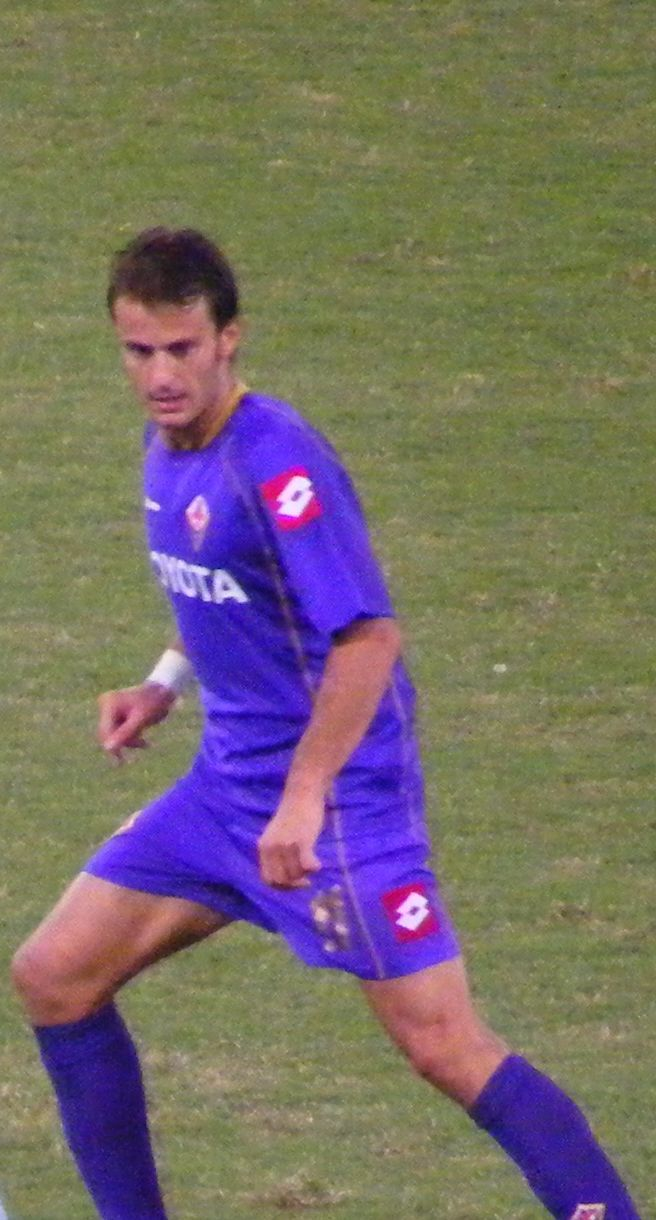
Alberto Gilardino

### Club

#### Competicions Internacionals
Lliga de Campions de la UEFA: 1
- AC Milan: 2006-07

Supercopa d'Europa: 1
- AC Milan: 2007

Campionat del Món de Clubs: 1
- AC Milan: 2007

### Selecció
Europeu sub-21: 1
- 2004

Bronze Olímpic: 1
- 2004

Campionat del Món: 1
- 2006

### Trofeus Individuals
- Millor jugador de l'Europeu sub-21: 2004
- Millor jove de la Sèrie A: 2004
- Millor italià: 2005
- Millor jugador de la Sèrie A: 2005